# كاتي بويل
كاتي بويل (بالإنجليزية: Katie Boyle)‏ هي مدافعة عن حقوق الحيوان ‏ ومقدمة تلفزيونية وكاتِبة وممثلة بريطانية (وحملت سابقاً جنسية مملكة إيطاليا)، ولدت في 29 مايو 1926 في إيطاليا، وتوفيت في 20 مارس 2018 بمانشستر في المملكة المتحدة.

## وصلات خارجية
- كاتي بويل على موقع IMDb (الإنجليزية)
- كاتي بويل على موقع روتن توميتوز (الإنجليزية)
- كاتي بويل على موقع قاعدة بيانات الفيلم (الإنجليزية)